# Андердаун, Гарри
Га́рри А́ндердаун (англ. Harry Underdown; 1897, ферма близ Ашфорда, графство Кент, Великобритания — 21 февраля 1917, Этапль, департамент Па-де-Кале, Франция) — британский солдат Первой мировой войны, предположительно первый описанный в медицинской литературе случай смерти от испанского гриппа.

## Биография
Гарри Андердаун родился на отцовской ферме вблизи города Ашфорда в английском графстве Кент. С ранних лет работал на ферме, а собственную профессию обозначал в анкетах как «сборщик сена». После начала Первой мировой войны в июле 1914 года сперва продолжал работать на ферме, но в конце 1915 года решил отправиться на войну добровольцем. Военные власти зачислили Андердауна в резерв, поэтому он ещё несколько месяцев продолжал работать на ферме и лишь в апреле 1916 года был отправлен на обучение в 12-й батальон Королевского полка Западного Суррея. Не окончив обучения, он заболел тонзиллитом, попал в госпиталь, откуда был выписан только 5 августа. После выздоровления Гарри был направлен на фронт во Францию. Однако через несколько недель попал под завал, вызванный разорвавшимся вблизи него артиллерийским снарядом, после чего был вновь отправлен в госпиталь — на этот раз в Ноттингем, где оставался до ноября «в состоянии шока», «потеряв речь и память». В ноябре 1916 года Андердаун был выписан из госпиталя, провёл несколько недель в Британии, а в феврале 1917 года вновь переведён на фронт во Францию. В том же месяце он в очередной раз попал в госпиталь, на этот раз ему был поставлен диагноз «бронхопневмония». Гарри Андердаун скончался в военном госпитале во французском городке Этапле 21 февраля 1917 года.

## Медицинское описание смерти
После поступления Гарри Андердауна в госпиталь в Этапле, на него обратил внимание лейтенант Дж. А. Б. Хэммонд из Королевского медицинского корпуса. Сперва он счёл случай Андердауна «широко распространённой бронхопневмонией», которую Хэммонд уже наблюдал у других пациентов госпиталя. Однако, от обычной долевой пневмонии случай Андердауна отличался наличием у него нехарактерного большого количества гнойной мокроты, которую тот отхаркивал, и отчётливо слышимыми в корне лёгких потрескивающими хрипами. По мере ухудшения состояния больного, у того появилась настолько серьёзная одышка, что его кожа приобрела тёмно-лиловый цвет, вызванный недостатком кислорода. После этого Гарри Андердаун умер.
Лейтенант Хэммонд поделился своими наблюдениями с коллегами — патологоанатомом капитаном Уильямом Ролландом и доктором Т. Г. Г. Шорром, который отвечал за морг и лабораторию госпиталя в Этапле. Трое военных врачей описали наблюдавшиеся ими симптомы болезни Гарри Андердауна в статье, которую опубликовали в научном журнале The Lancet в июле 1917 года. Эта статья считается первым описанным в медицинских работах случаем испанского гриппа, от которого за последующий год в мире умерло около ста миллионов человек.